# Lysiteles annapurnus
Lysiteles annapurnus là một loài nhện trong họ Thomisidae.
Loài này thuộc chi Lysiteles. Lysiteles annapurnus được Hirotsugu Ono miêu tả năm 1979.